# Arville, Loir-et-Cher
Arville är en kommun i departementet Loir-et-Cher i regionen Centre-Val de Loire i de centrala delarna av Frankrike. Kommunen ligger i kantonen Mondoubleau som tillhör arrondissementet Vendôme. År 2018 hade Arville 94 invånare.

## Befolkningsutveckling
Antalet invånare i kommunen Arville
| Referens: INSEE |